# Bien catalogado del patrimonio cultural aragonés

Se denomina bien catalogado del patrimonio cultural aragonés (BC), según indica la definición del artículo 13 de la ley 3/1999 de 10 de marzo del Patrimonio Cultural Aragonés, a los bienes integrantes del Patrimonio Cultural Aragonés que, pese a su significación e importancia, no cumplan las condiciones propias de los Bienes de Interés Cultural y que serán incluidos de forma expresa en el Catálogo del Patrimonio Cultural Aragonés y forman parte del Censo General del Patrimonio Cultural Aragonés.
En el título primero, capítulo III, artículos 24 a 26 de dicha ley, habla del procedimiento, monumentos de interés local y de la constitución del catálogo donde deben incluirse los bienes de esta categoría. El trámite para la inclusión en el catálogo, es similar al de la inclusión en el Registro Aragonés de Bienes de Interés Cultural y exige, entre otras cosas, la descripción del bien a incluir.
Los BC son el segundo escalón en importancia dentro de los bienes culturales protegidos del patrimonio cultural aragonés, pero también forman parte de este, y también son inscritos en el Censo General.
Esta calificación es equivalente, por ejemplo, a la de bien de relevancia local de la Comunidad Valenciana o a bien cultural de interés local de Cataluña.

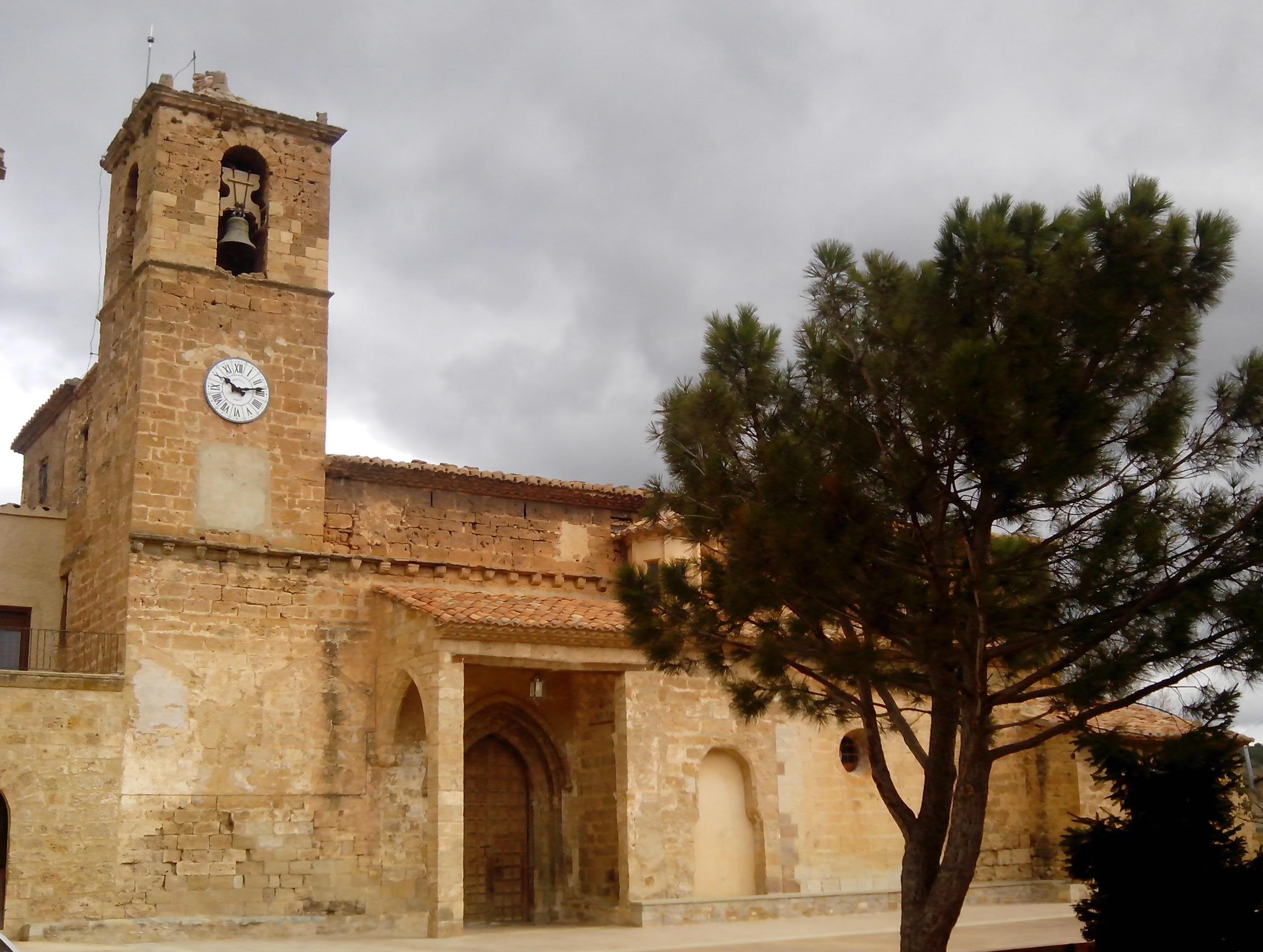
Iglesia de la Virgen de la Carrasca en Bordón, Teruel. Ejemplo de Bien Catalogado